# Křečovice
Křečovice település Csehországban, a Benešovi járásban. Křečovice Maršovice, Prosenická Lhota, Radíč, Osečany, Chotilsko, Neveklov, Stranný és Vrchotovy Janovice településekkel határos. Lakosainak száma 828 fő (2024. január 1.).

## Népesség
A település lakosságának változását az alábbi diagram mutatja:
| Lakosok száma | 2258 | 2186 | 1843 | 1203 | 849  | 711  | 787  | 798  | 814  | 828  |
|               | 1869 | 1890 | 1921 | 1950 | 1980 | 2001 | 2017 | 2019 | 2022 | 2024 |